# Jenna Strauch
Jenna Elise Strauch (Bendigo, 24 de março de 1997) é uma nadadora australiana.

## Carreira
Jenna Strauch estudou na Bond University até 2019 e recebeu seu mestrado na Universidade de Sydney em 2023.
Depois de competir no Campeonato Mundial Júnior de Natação da FINA de 2013, Jenna adoeceu lutando contra parasitas não diagnosticados por mais de um ano, o que a fez ficar um tempo considerável fora da piscina. Depois de se recuperar em 2015, ela se mudou de sua cidade natal, Bendigo, para Gold Coast, Queensland. Jenna recebeu a Bolsa de Excelência em Natação Gina Rinehart pela Bond University, onde estudou ciências biomédicas em 2016. Treinando com Richard Scarce, Jenna fez sua primeira equipe sênior nacional no Campeonato Mundial de Natação da FINA de 2018 (25 m). Ela conquistou seu primeiro título nacional em 2019 no Campeonato Nacional Australiano de Longa Distância. Este foi um encontro inovador para Jenna, que a viu assinar acordos com a TYR Austrália.
Nos Jogos Olímpicos de 2024, em Paris, Strauch foi eliminada nos 100 metros peito na 22ª colocação nas eliminatórias. Ela chegou às semifinais nos 200 metros peito e foi a décima melhor lá. No revezamento medley, Iona Anderson, Ella Ramsay, Alexandria Perkins e Meg Harris nadaram o melhor tempo na bateria preliminar. Na final, Kaylee McKeown, Jenna Strauch, Emma McKeon e Mollie O'Callaghan foram um segundo e meio mais rápidas e conquistaram a prata atrás da equipe de revezamento dos EUA e 0,12 segundos à frente do quarteto da República Popular da China.